# Іспанська архітектура колоніального відродження

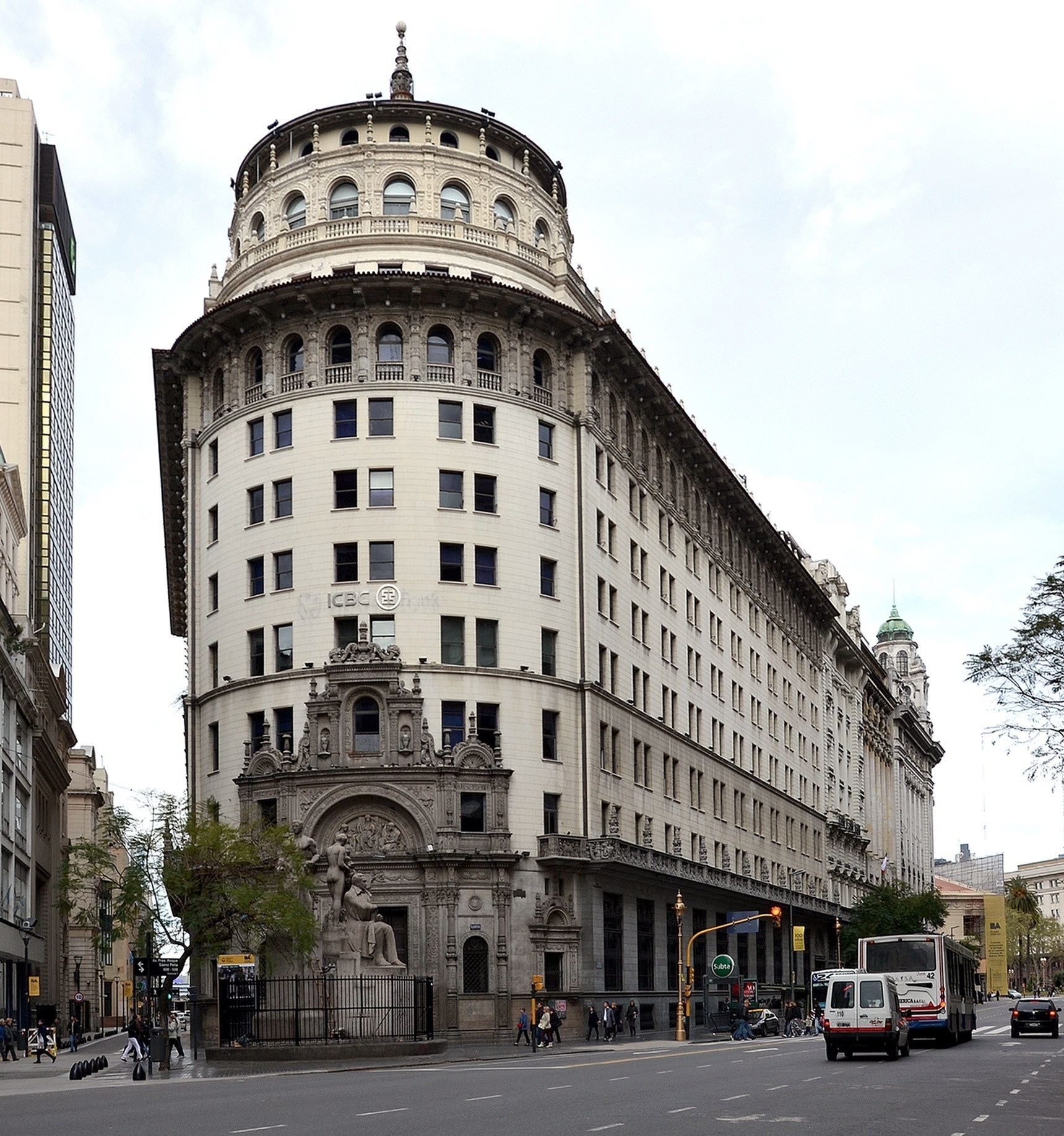
Колишній Перший національний банк Бостона, Буенос-Айрес, Аргентина (1924).

Стиль іспанського колоніального відродження (ісп. Arquitectura neocolonial española) — архітектурна стилістична течія, що виникла на початку 20 століття на основі іспанської колоніальної архітектури іспанської колонізації американського континенту.
У Сполучених Штатах Панамсько-Каліфорнійська виставка 1915 року в Сан-Дієго, яка висвітлювала роботу архітектора Бертрама Гудхью, вважається національною експозицією стилю. Рух за відродження іспанської колонії, охоплений головним чином у Каліфорнії та Флориді, користувався найбільшою популярністю 1915-1931 років.
У Мексиці іспанське колоніальне відродження в архітектурі було пов’язане з націоналістичним рухом у мистецтві, який заохочував уряд після мексиканської революції. На мексиканський стиль в основному вплинула архітектура стилю бароко центральної Нової Іспанії, на відміну від американського стилю, на який переважно вплинули північні місії Нової Іспанії. Згодом американська інтерпретація набула популярності в Мексиці, і її місцеві жителі назвали колоніальним каліфорнійським.
Сьогодні дизайн житлових будинків у Південній Каліфорнії та Флориді значною мірою походить від раннього руху. Знакова теракотова черепиця та ліпні стіни були стандартним дизайном нового конструктування в цих регіонах з 1970-х років по сьогодення.

## Розвиток стилю

### Середземноморське відродження

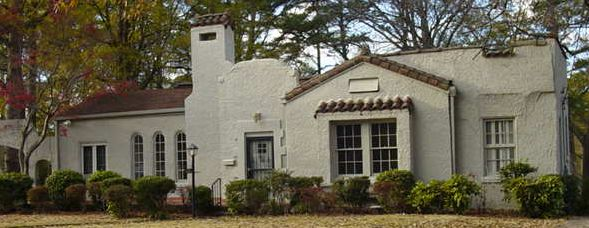
Стиль іспанського колоніального відродження в сучасній резиденції.

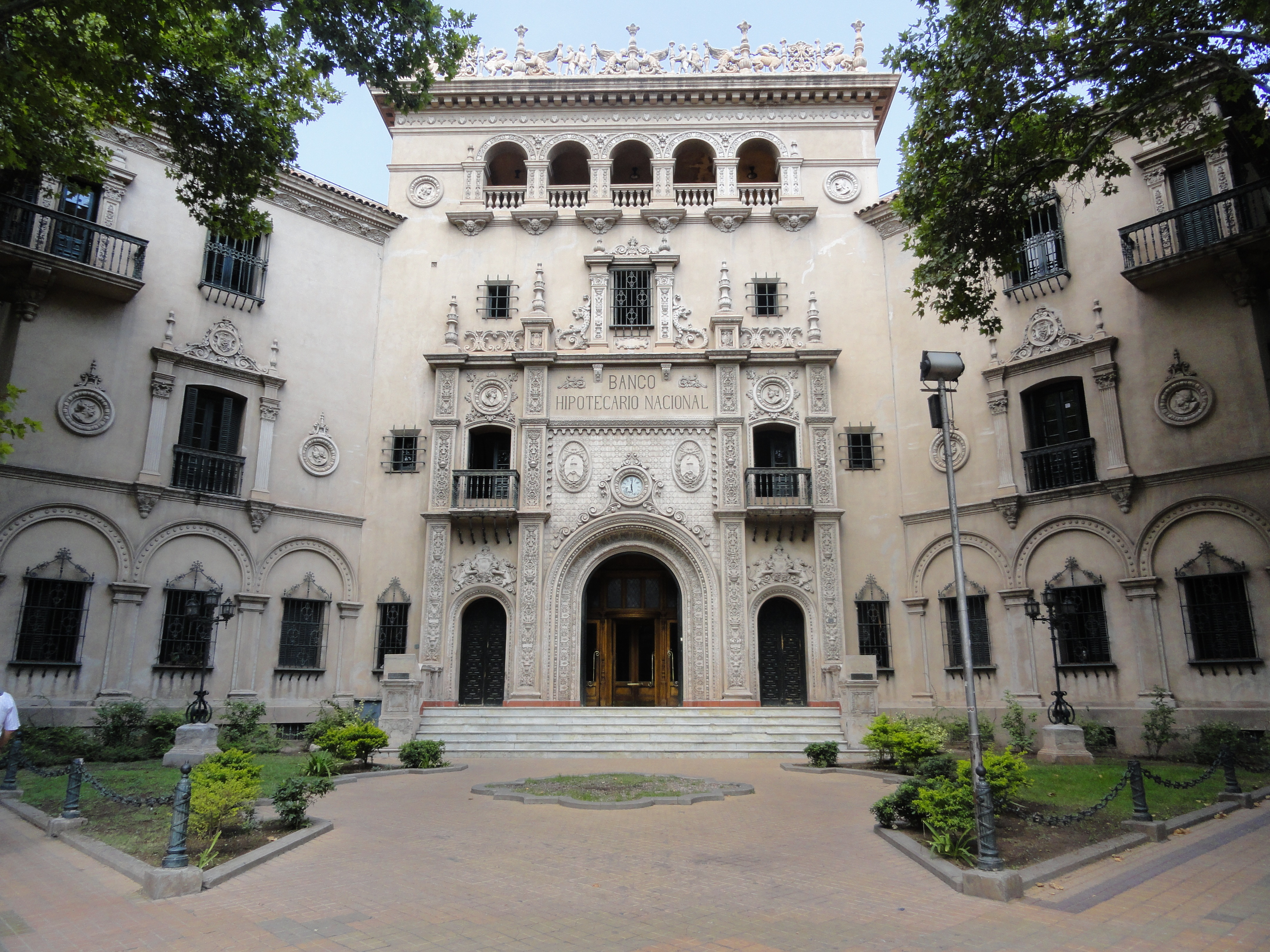
Міністерство культури Мендоси, Аргентина (1929).

Попередників іспанського колоніального стилю Відродження в Сполучених Штатах можна простежити з архітектурного стилю Середземноморського Відродження. Для Сент-Августина, штат Флорида (колишня іспанська колонія), троє північно-східних архітекторів, жителі Нью-Йорка Джон Карер і Томас Гастінгс із Карре та Гастінгса та бостонець Франклін В. Сміт, спроектували грандіозні, детально деталізовані готелі в стилях Середземноморського та Іспанського Відродження в 1880-ті роки. З появою готелів Ponce de Leon (Карре і Гастінгс, 1882), готелю Альказар (Карре і Гастінгс, 1887) і готелю Casa Monica (пізніше готель Кордова) (Франклін В. Сміт, 1888) тисячі зимових відвідувачів «Сонячний штат» почав відчувати чарівність і романтику іспанської архітектури. На ці готелі вплинули не лише багатовікові будівлі, що залишилися від іспанського правління в Сент-Августіні, але й також Будинок Старого міста, побудований у 1873 році досі стоїть, чудовий приклад архітектури раннього іспанського колоніального відродження.

### Відродження Місії

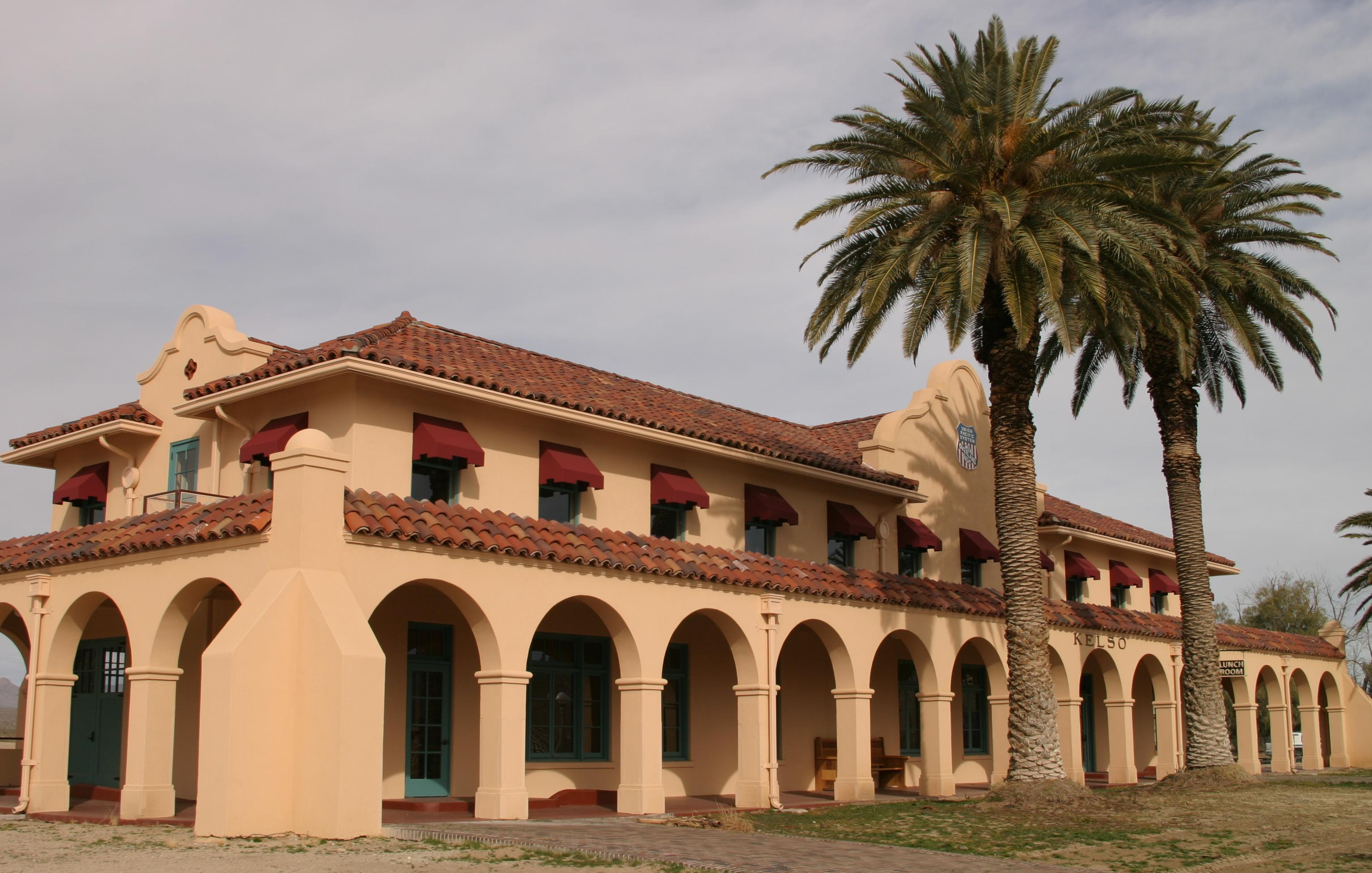
Kelso Hotel and Depot, пустеля Мохаве, Південна Каліфорнія (1923).

Можливості стилю іспанського колоніального відродження привернули увагу архітекторів, які відвідували міжнародні виставки кінця 19-го та початку 20-го століть. Наприклад, каліфорнійський павільйон у стилі Відродження Місії з білою штукатуркою на Всесвітній Колумбійській виставці 1893 року в Чикаго  та готель Mission Inn разом із Електричною вежею Панамериканської виставки в Буффало 1900 року  представили потенціал іспанського колоніального відродження. Вони також інтегрували портики, фронтони та колонади під впливом класицизму Beaux Arts.

### Флорида

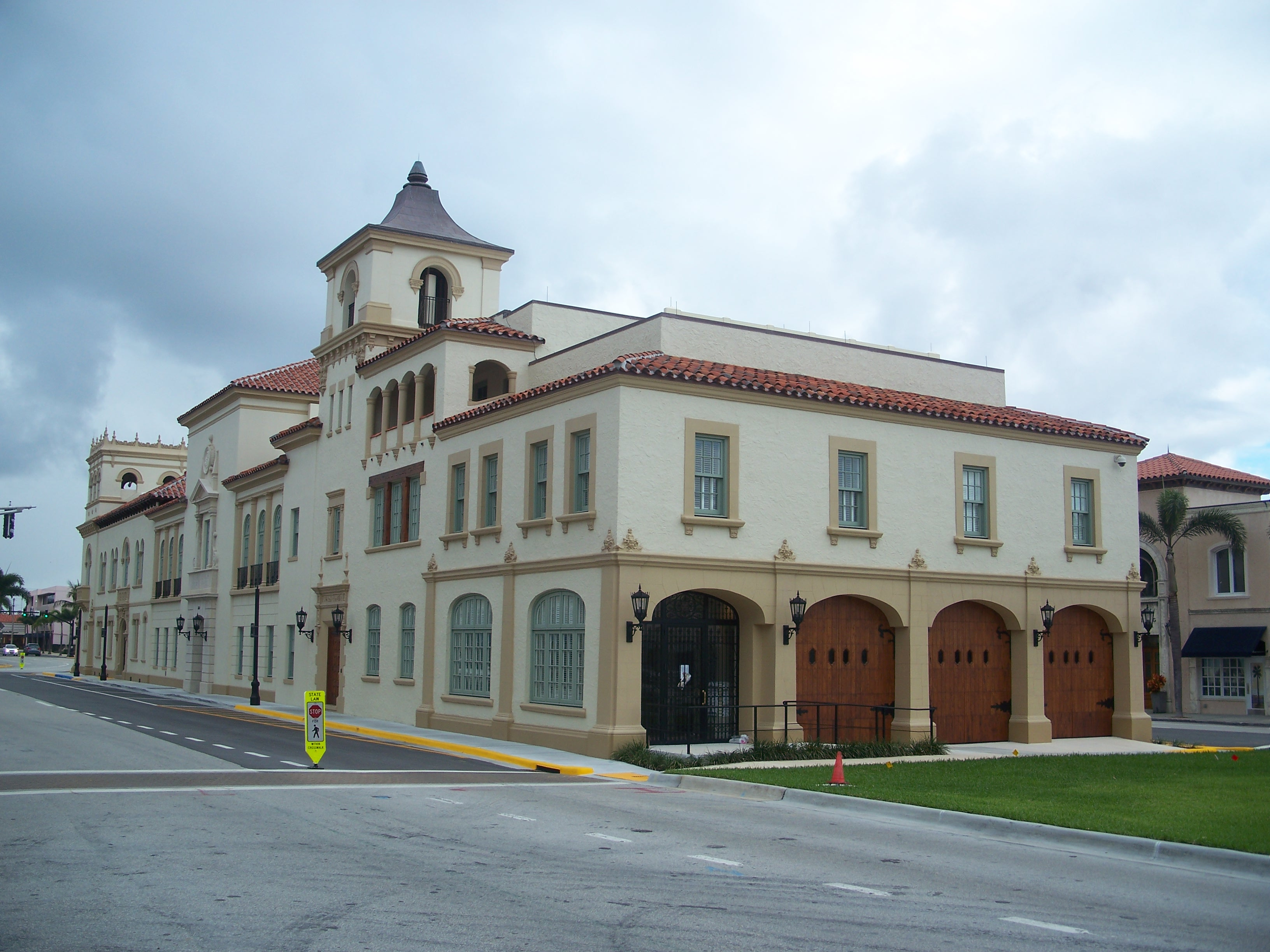
Ратуша Палм-Біч з півночі, з дверима від нині видаленої пожежної частини.

На початку 1910-х років архітектора у Флориді почала переходити в стиль іспанського колоніального відродження. Фермерський банк Фредеріка Х. Трімбла у Веро-Біч, завершений у 1914 році, є повністю зрілим раннім прикладом стилю. Місто Сент-Клауд, штат Флорида, підтримує цей стиль як для будинків, так і для комерційних структур і має чудову колекцію витончених ліпних будівель, що нагадують колоніальну Мексику. Багато з них були розроблені архітектурними партнерами Ідою Анною Райан та Ізабель Робертс. Ще один вагомий приклад зростання популярності іспанського колоніального відродження можна побачити в архітектурі Корал-Гейблс на півдні Флориди, запланованого міста, заснованого в 1920-х роках, яке помітно поєднує цей стиль.

### Каліфорнія

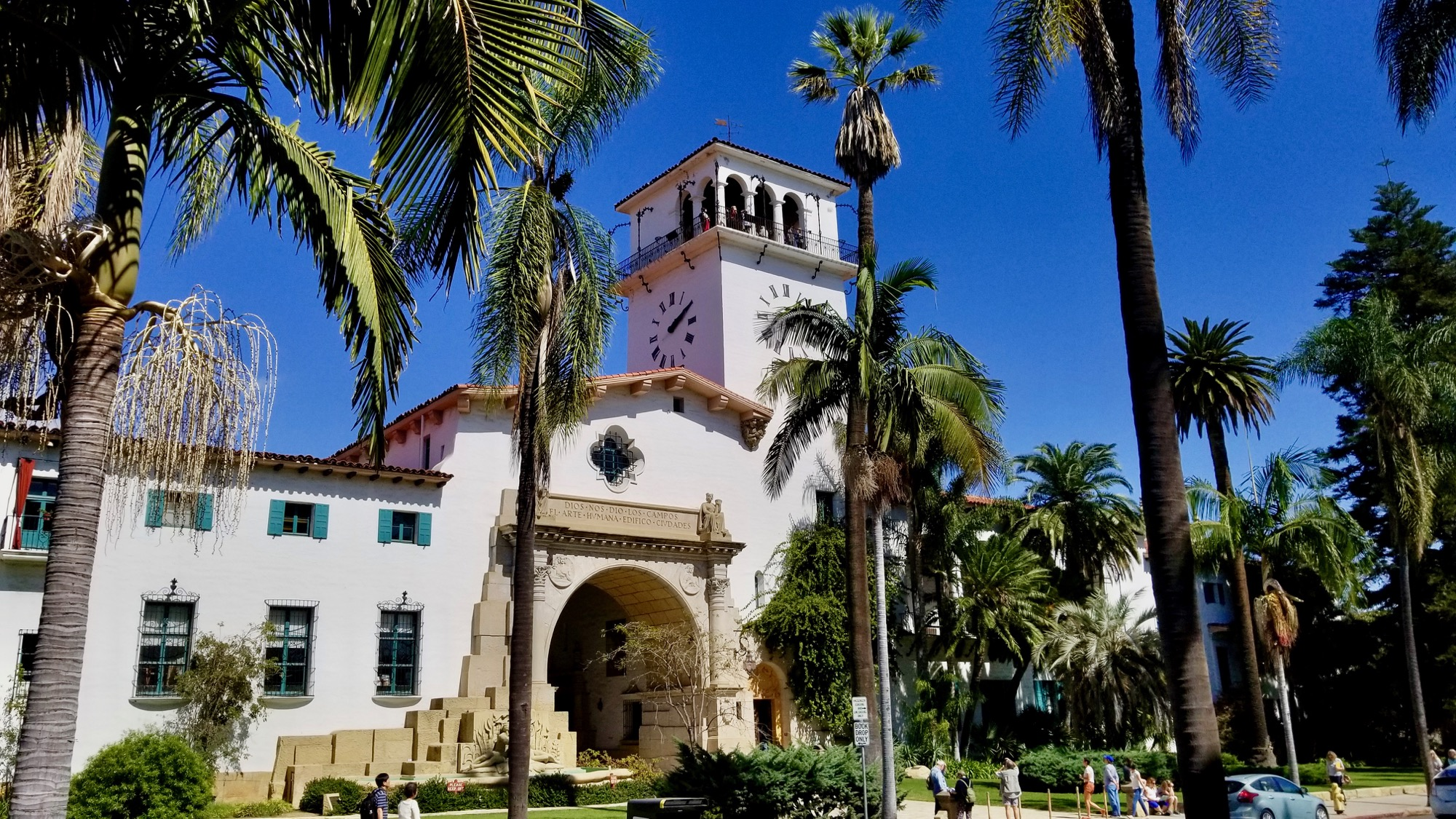
Будівля суду округу Санта-Барбара (1926).

Основним місцем проектування та будівництва в стилі іспанського колоніального відродження була Каліфорнія, особливо в прибережних містах. У 1915 році Панамо-Каліфорнійська виставка в Сан-Дієго за участю архітекторів Бертрама Гудхью та Карлтона Вінслоу - старшого популяризувала стиль у штаті та країні. Найкращим прикладом цього є Каліфорнійський чотирикутник, побудований як парадний вхід до цієї виставки. На початку 1920-х років архітектор Ліліан Жаннет Райс розробила стиль розвитку міста Ранчо Санта-Фе в окрузі Сан-Дієго. Санта-Барбара прийняла цей стиль, щоб надати йому єдиного іспанського характеру після масштабних руйнувань під час землетрусу в місті 1925 року. Яскравими прикладами є Будівля суду округу, спроектована Вільямом Музером III, і Арлінгтонський театр, спроектований Едвардсом і Планкеттом. Розробник нерухомості Оле Хансон віддавав перевагу стилю іспанського колоніального відродження під час заснування та розвитку Сан-Клементе, штат Каліфорнія, у 1928 році. Мерія Пасадени Джона Бейквелла-молодшого та Артура Брауна-молодшого, мерія Сонома та ратуша Беверлі-Хіллз Гаррі Г. Кернера та Вільяма Дж. Гейджа є іншими помітними цивільними прикладами в Каліфорнії. Між 1922 і 1931 роками архітектор Роберт Х. Сперджен побудував 32 будинки іспанського колоніального відродження в Ріверсайді, і багато з них збереглися.

### Мексика

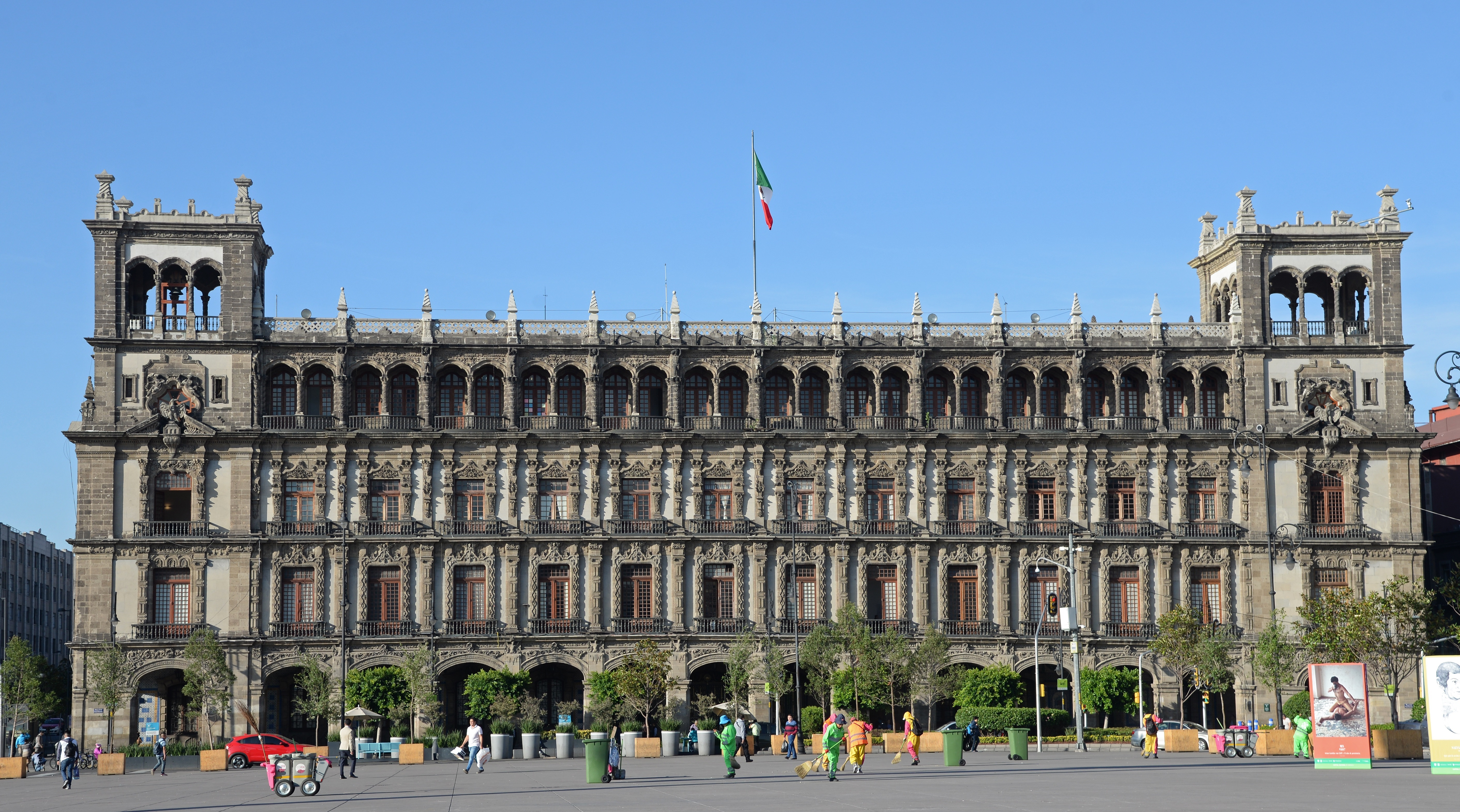
Супутня неоколоніальна будівля (1940-ті роки) до колоніального палацу Мехіко ayuntamiento.

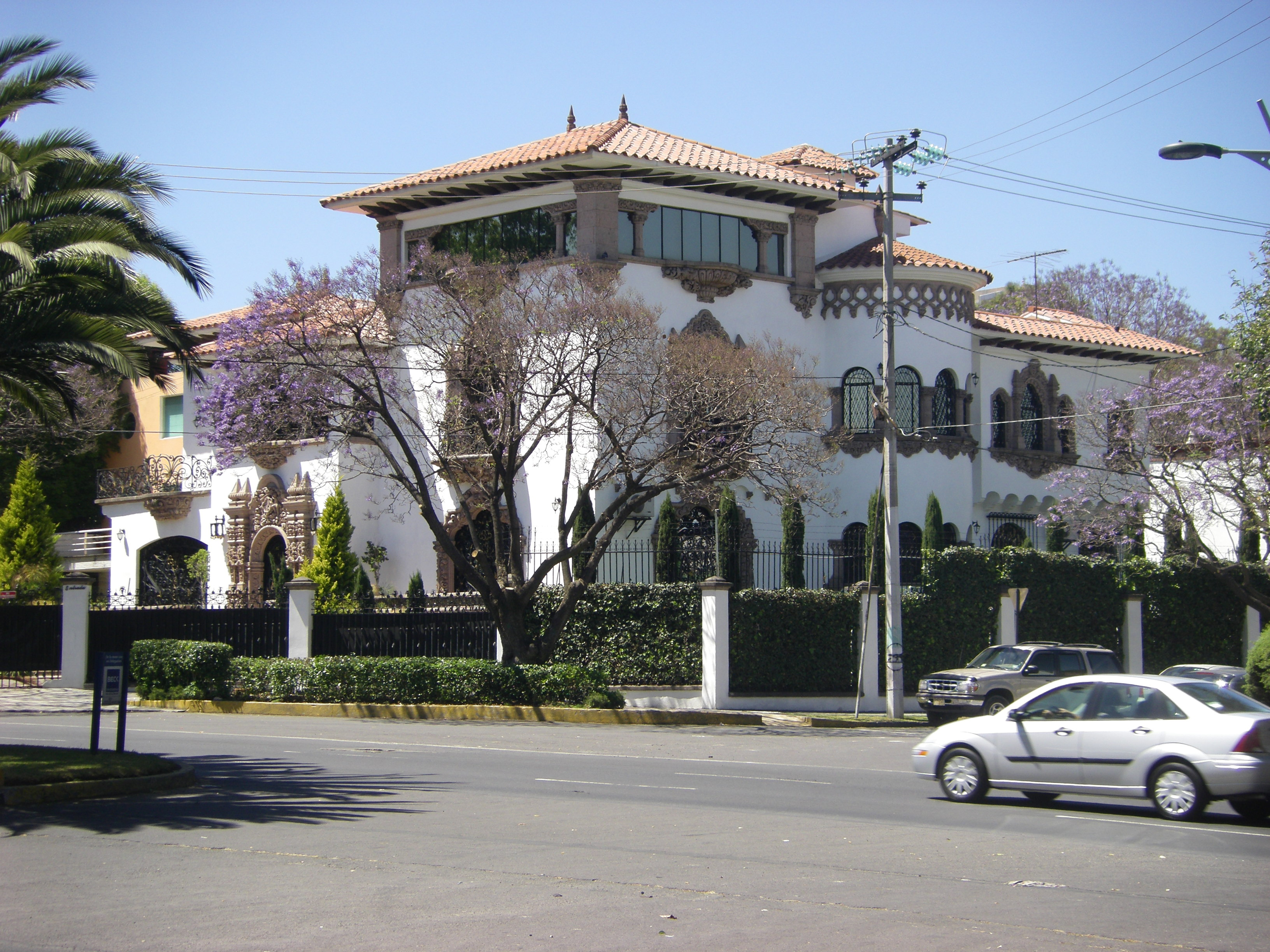
Будинок за каталогом INBA, побудований у колоніальному каліфорнійському стилі в Ломас-де-Чапультепек, Мехіко (1930-ті роки).

Іспанське колоніальне відродження Мексики походить від стилю, розробленого в Сполучених Штатах. Після мексиканської революції виникла хвиля націоналізму, яка наголошувала на національній культурі, зокрема в архітектурі. Неоколоніальний стиль виник як відповідь на європейську еклектику (популярну під час Порфіріато). Книга 1915 року «La patria y la arquitectura nacional» архітектора Федеріко Е. Маріскаля мала вплив на захист віце-королівської архітектури як невід’ємної частини національної ідентичності. Під час уряду президента Венустіано Карранзи (працював три роки, з 1917 по 1920 рік) було запропоновано звільнення від податків тим, хто будував будинки в колоніальному стилі. На початку 1920-х років спостерігався сплеск будинків, побудованих з елементами платереско; такі як гротески, пінаклі та мікстилінійні арки.
Міністр освіти Хосе Васконселос (сформував культурну філософію уряду після революції) був активним популяризатором неоколоніальної архітектури. Традиційні матеріали, такі як тезонтле, кантера та плитка талавера, були включені в будівлі неоколоніальної архітектури.
Національний палац колоніальної епохи був значно змінений у 1926-1929-х роках: добудова третього поверху та зміни фасаду. Зміни внесено способом, що відповідає оригінальному стилю. Подібним чином колоніальна будівля уряду Мехіко була реконструйована в 1920-х роках, а неоколоніальна супутня будівля була побудована в 1940-х роках.

#### Колоніальний каліфорнійський
Даний стиль, розроблений у Сполучених Штатах, завершив своє географічне коло, оскільки наприкінці 1930-х років у нових елітних районах Мехіко, відомих у Мексиці як колоніальний каліфорніано, будували односімейні будинки (Каліфорнійський колоніальний). Тобто мексиканське переосмислення каліфорнійської інтерпретації іспанського колоніального відродження. Велику кількість будинків цього стилю все ще можна побачити в районах Colonia Nápoles, Condesa, Polanco та Lomas de Chapultepec у Мехіко. Торговий дворик Pasaje Polanco є прикладом застосування стилю в комерційній архітектурі.

### Австралія
Впливові австралійські архітектори, такі як Еміль Содерстен і професор Леслі Вілкінсон, повернули стилі з Італії та Іспанії на початку 20 століття, переконані в тому, що середземноморські стилі добре підходять для австралійського клімату та способу життя. Середземноморський стиль став популярним у таких місцях, як передмістя Сіднея Менлі та Бонді в 1920-1930-х роках. Один із варіантів, відомий як «Іспанська Місія» або «Іспанія в Голлівуді», став популярним, оскільки австралійці дивилися фільми та читали в журналах про гламурні особняки в тому стилі, які мали голлівудські кінозірки. Іспанські місіонерські будинки почали з’являтися в заможніших передмістях, найвідомішим серед яких  був Бумеранг у затоці Елізабет. Театр «Плаза» в Сіднеї — відомий кінотеатр у цьому стилі.

### Китай
У 1930-х роках багато будинків у стилі іспанського Відродження були побудовані в Шанхаї, зокрема в колишній французькій концесії. При тому, що Шанхай не був культурно пов’язаний з іспаномовним світом, ці будівлі, ймовірно, були натхненні голлівудськими фільмами, які мали великий вплив на місто того часу. Місцеві архітектурні журнали того періоду, такі як «Китайський архітектор» і «Будівельник», регулярно публікували докладні приклади стилю, які місцеві будівельники могли скопіювати та реалізувати.

### Іспанська Східна-Індія

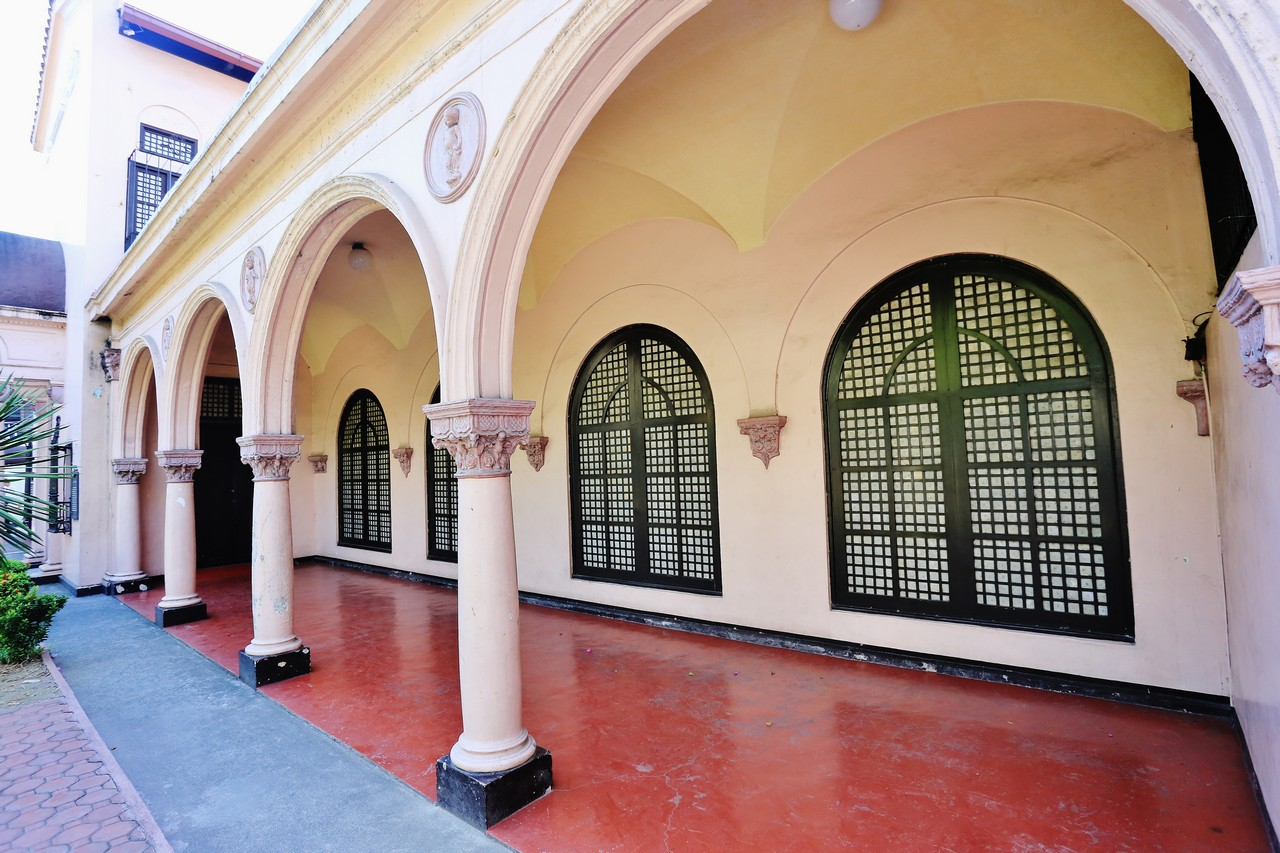
Будівля Гота де Лече в Манілі, Філіппіни (1915).

Після того, як Філіппіни та Маріанські острови були завойовані та керувалися іспанською короною та здебільшого керувалися територією під юрисдикцією Королівства Нова Іспанія (Мексика), Філіппіни та Маріанські острови отримали іберійський та латиноамериканський вплив у своїй архітектурі. До того часу, коли Сполучені Штати окупували Філіппіни, також з’явилася архітектура в стилі Місії та іспанського колоніального відродження, надихаючись Каліфорнією. Американські архітектори розвинули цей стиль на Філіппінах, модернізувавши будівлі з американськими зручностями.
Найкращим прикладом архітектури іспанського колоніального відродження та каліфорнійського місійного стилю є знаменитий готель Manila, спроектований Вільямом Е. Парсонсом і побудований в 1909 році. Інші приклади існують по всій країні, особливо в церквах і соборах по всій країні такі як Gota de Leche, Paco Market і тисячі інших,.

## Елементи дизайну

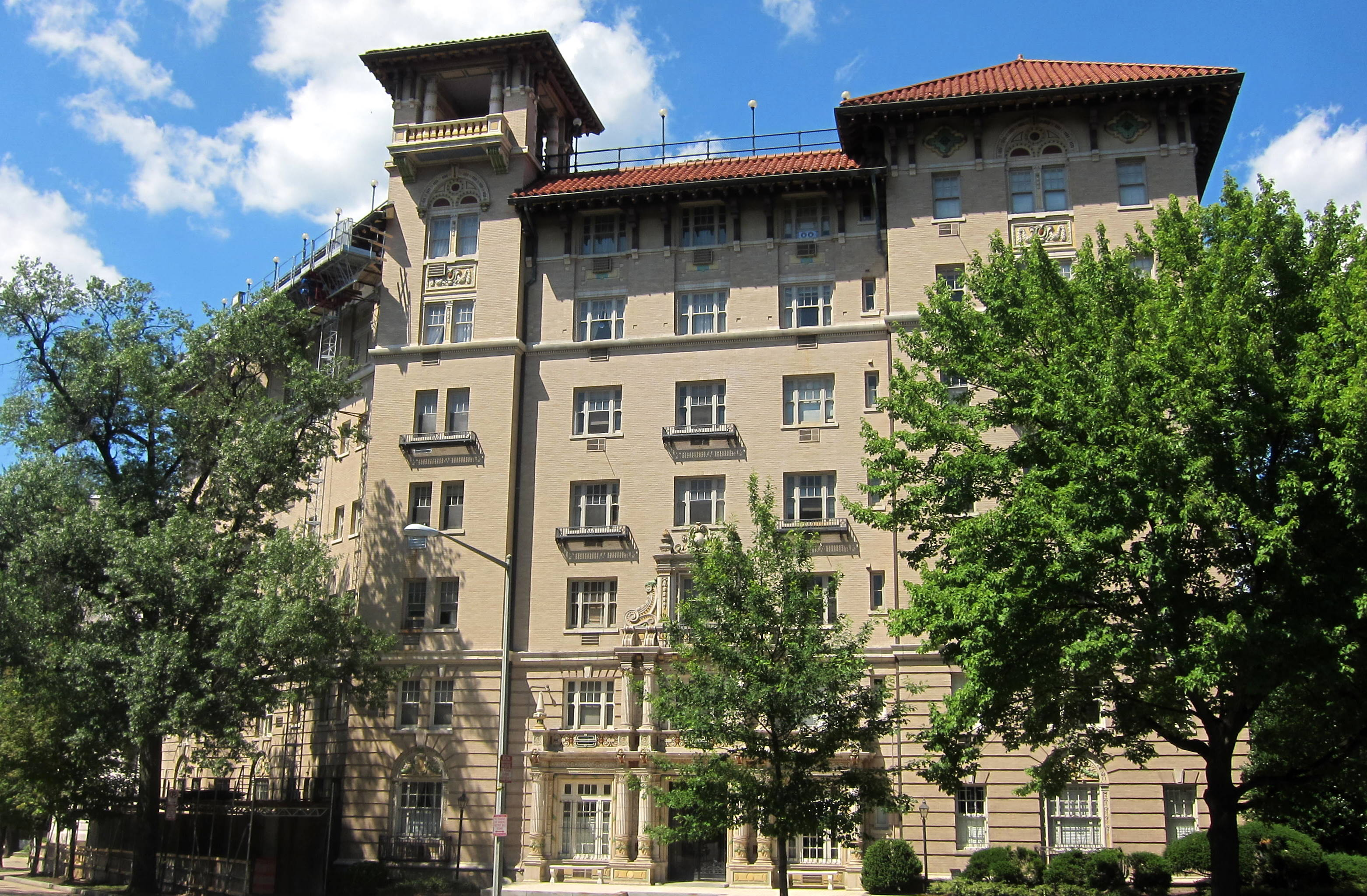
Кондомініум Вудворда у Вашингтоні, округ Колумбія (1910).

Архітектура іспанського колоніального відродження має деякі спільні елементи з попереднім стилем Відродження Місії, що походить від архітектури каліфорнійських Місій, і стилем відродження пуебло традиційних народів пуебло в Нью-Мексико. Обидва прецеденти були популяризовані на заході Сполучених Штатів Фредом Гарві та його залізничними депо та готелями Атчісона, Топеки та Санта-Фе. На стиль іспанського колоніального відродження також вплинули стиль американських ремісників і рух мистецтв і ремесел.
Архітектура іспанського колоніального Відродження характеризується поєднанням деталей кількох епох іспанського бароко, іспанського колоніального періоду, мавританського відродження та мексиканської архітектури чуррігереско. Стиль відзначається чудовим використанням гладкої штукатурки (ліпнини) на стінах і обробці димоходів, низької глиняної черепиці, навісів або плоских дахів, а також теракотових або литих бетонних орнаментів. Інші характеристики зазвичай включають невеликі ґанки або балкони, римські або напівкруглі аркади та вікна, дерев’яні створчасті або високі подвійні вікна, брезентові маркізи та декоративне залізне оздоблення.
Структурна форма:
- Прямокутна, дворова або Г-подібна.
- Горизонтальне масування.
- Переважно одноповерхові.
- Внутрішні або зовнішні дворики.
- Асиметрична форма з поперечними фронтонами та бічними крилами.

## Видатні архітектори
Джордж Вашингтон Сміт був одним із найуспішніших архітекторів цього стилю, який працював у 1920-х роках у Санта-Барбарі, Каліфорнія. Його власні резиденції Ель-Хогар (1916, він Casa Dracaena ) і Casa del Greco (1920) приносили йому замовлення від місцевого суспільства в Монтесіто та Санта-Барбарі. Прикладом визначного будинку, який він спроектував, є маєток Стідмана Каса-дель-Ерреро в Монтесіто, який зараз зареєстрований Національним історичним пам’ятником і відреставрований історичним будинко-ландшафтним музеєм. Іншими прикладами є Jackling House і Lobero Theatre також у Каліфорнії.

### У Каліфорнії

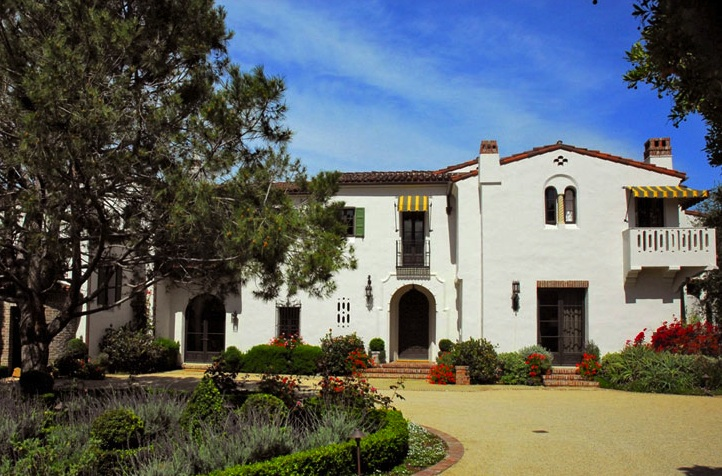
El Sueño, розроблений Кевіном А. Кларк.

Цей стиль як домінуючий історичний регіональний стиль у Каліфорнії започаткували Бертрам Гудхью та Карлтон Вінслоу; також вони вплинули на гавайську архітектуру 1920-х років. Відомими в каліфорнійській архітектурі були такі архітектори:
- Джон Баєрс, AIA
- Бірдж Кларк, FAIA
- Едвардс і Планкетт
- Елмер Грей, AIA
- Самнер П. Хант, AIA
- Реджинальд Джонсон, FAIA
- Вільям Темплтон Джонсон, FAIA
- Джулія Морган, AIA (золота медалістка AIA)
- Воллес Нефф, FAIA
- Річард Рекуа
- Ліліан Жаннет Райс, AIA
- Лута Марія Ріггс, FAIA
- Кларенс Дж. Смейл
- Джордж Вашингтон Сміт
- Роберт Х. Сперджен мл.
- Пол Ревір Вільямс, FAIA ( золотий медаліст AIA )

Зараз:
- Кевін А. Кларк
- Марк Епплтон, AIA
- Майкл Берч, FAIA
- Томас Боллей, AIA

### У Флориді
Серед відомих архітекторів Флориди:
- Джон Елліот
- Моріс Фатіо, AIA
- Гаррі Гріффін, AIA
- Річард Кінел, AIA Kiehnel and Elliott
- Еддісон Мізнер
- Воллес Нефф, FAIA
- Альберт Пірс
- Джеймс Гембл Роджерс II, FAIA
- Роберт Від, FAIA
- Меріон Вайет, FAIA

### На Гаваях
- Луїс Девіс
- Г. Роберт Міллер, AIA
- Молодший партнер Bertram Goodhue FAIA, Харді Філіп, FAIA

## Список прикладів структур

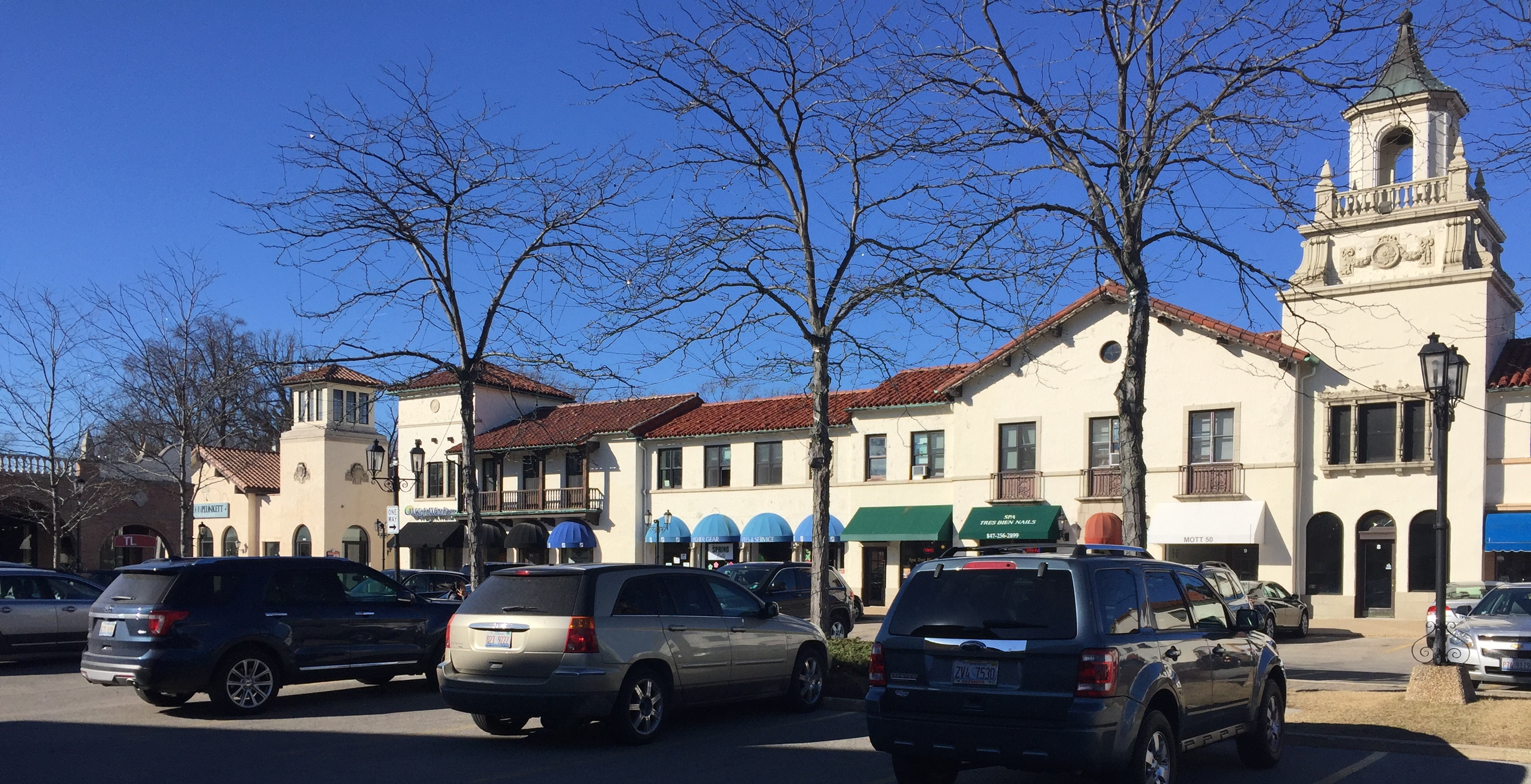
Пласа-дель-Лаго, Вілметт, штат Іллінойс (1920-ті роки).

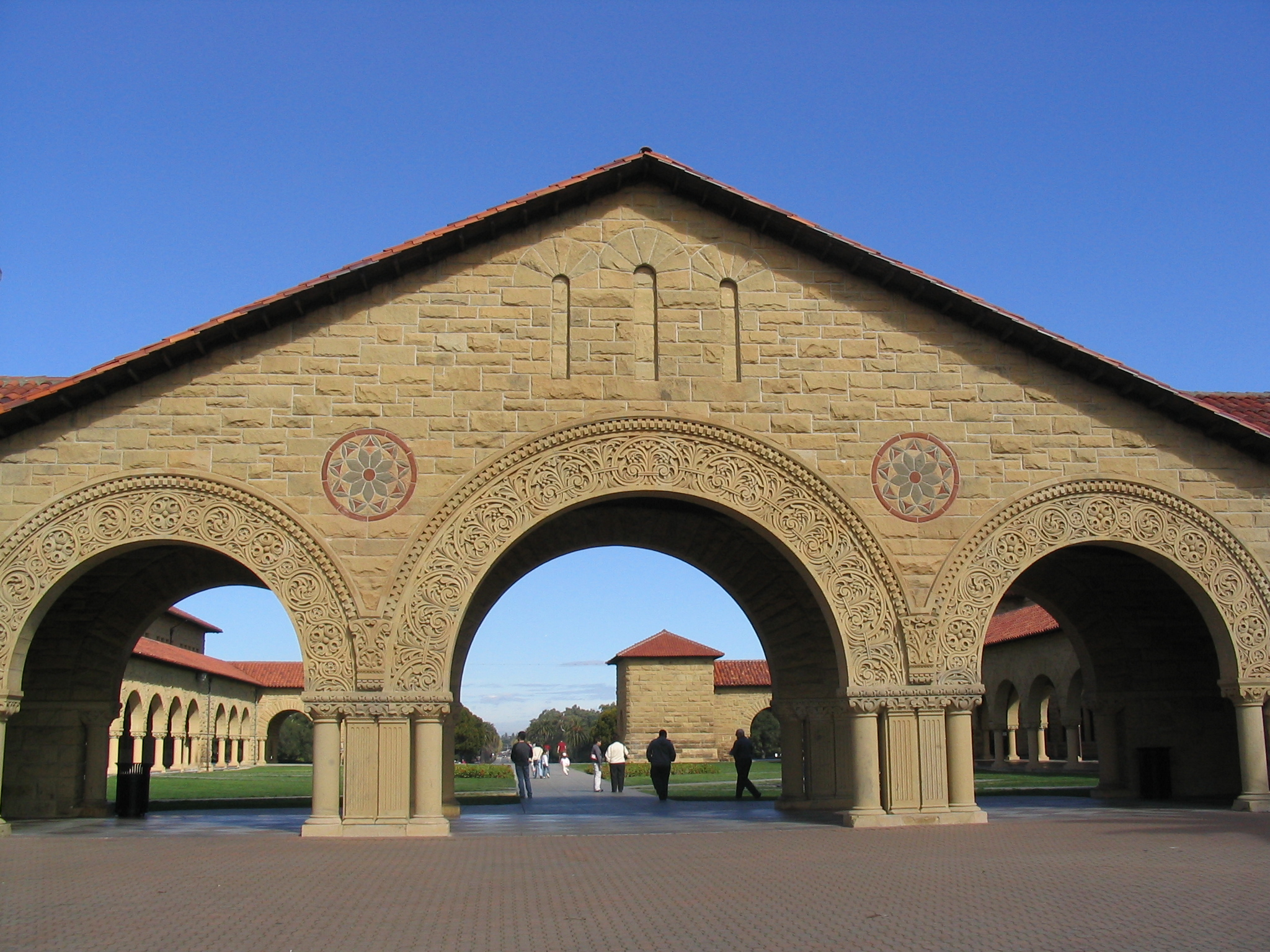
Головний квартал Стенфордського університету.

- Каліфорнійський чотирикутник і Ель-Прадо, Бальбоа-парк, Сан-Дієго, Каліфорнія: автор Бертрам Гудхью для Панамсько-Каліфорнійської виставки (1915-1915).
- Casa del Herrero, Монтесіто, Каліфорнія, архітектори Джордж Вашингтон Сміт і Лута Марія Ріггс, 1926 рік.
- Головний квартал і багато будівель у кампусі Стенфордського університету, спроектований Фредеріком Ло Олмстедом, 1886–1891.
- «Будинок Драцени» (він же El Hogar або Heberton House), резиденція Джорджа Вашингтона Сміта №1, 1916 рік.
- Glendale Southern Pacific Railroad Depot, автор Моріс Кушо та Кеннет Макдональд молодший у Глендейлі, штат Каліфорнія, відкритий у 1923 році.
- Будівля суду округу Санта-Барбара, Вільям Музер III, Санта-Барбара, Каліфорнія, завершено 1929 рік.
- Будинок Джорджа Ферна в Мобілі, штат Алабама, завершений у 1904 році.
- Фермерський банк у Веро-Біч, Флорида, завершений у 1914 році.
- Будинок Адамсона, «Тадж-Махал із черепиці» Стайлза О. Клементса, у Малібу, Каліфорнія, завершено у 1930 році.
- Резиденція Аліси Лінч у Лос-Анджелесі, Каліфорнія, завершена у 1922 році
- Рекрутський склад Корпусу морської піхоти, Сан-Дієго, Каліфорнія, 1917–1930
- Військово-морський навчальний центр, Сан-Дієго, Каліфорнія, завершено в 1923 році (будівлі 1–26 і офіцерська квартира «A»-«D»). Інші етапи завершено в 1936 (Казарми 27–30, табір Лоуренс) і 1942 (табір Люс).
- Будівля Quapaw Baths в Bathhouse Row, Hot Springs, Arkansas, завершена в 1922 році.
- "Casa de las Campañas" в районі Хенкок-Парк, Лос-Анджелес, Каліфорнія, завершено в 1928 році.
- CE Toberman Estate, Russell & Alspagh, у Голлівуді, Каліфорнія, завершено в 1924 році.
- Будинок Френка Х. Апхама в Альтадені, Каліфорнія, завершений у 1928 році.
- Azalea Court Apartments в Мобілі, штат Алабама, завершено в 1928 році.
- «La Casa Nueva», сімейний маєток робітників і Темпл, у Сіті Індастрі, Каліфорнія, завершено у 1927 році.
- Castillo Serrallés у Понсе, Пуерто-Ріко, завершено у 1930-х роках.
- Вільям С. Харт «La Loma de los Vientos» Ranch, арх. Артур Р. Келлі, Ньюхолл, Каліфорнія, завершено на початку 1920-х років.
- Gaylord Suites в Сан-Франциско, штат Каліфорнія, завершено в 1928 році.
- База ВПС Рендолф (різні споруди) поблизу Сан-Антоніо, Техас, спроектована в 1929 році.
- Голлівуд, Хоумвуд, Алабама, житловий комплекс 1926 року в Хоумвуді, Алабама.
- Театр El Capitan, Голлівуд, побудований у 1928 році.
- «Ранчо Долини Смерті», «Замок Скотті», визначна пам’ятка в Національному парку Долина Смерті, будівництво якого було розпочато в 1922 році, а будівництво за оригінальним дизайном спорадично тривало аж до 1943 року.
- Коледж Скріппса, Гордон Кауфман і Самнер Хант, у Клермонті, Каліфорнія, жіночий коледж і кампус, заснований у 1926 році Еллен Браунінг Скріппс.
- База ВПС Гамільтон, в районі затоки Сан-Франциско поблизу Новато, Каліфорнія, завершена в 1934 році.
- Будівля суду округу Піма в Тусоні, штат Аризона, спроектована Роєм Плейсом.
- Бенедиктинський монастир у Тусоні, штат Аризона, також спроектований Роєм Плейсом. http://www.tucsonmonastery.com/
- Louis P. and Clara K. Best Residence and Auto House, Clausen & Clausen, Davenport, Iowa, побудований у 1909 році.
- Ратуша Пасадени, роботи Бейквелла і Брауна, у Пасадені, Каліфорнія, завершена в 1927 році.
- Громадський зал Хортонвілля, художник Роберт Мессмер, у Гортонвіллі, штат Вісконсін, побудований у 1912 році.
- Готель Thomas Jefferson в Бірмінгемі, штат Алабама, відкритий у 1929 році.
- Готель Adler у Шерон-Спрінгс, штат Нью-Йорк, побудований у 1928 році [11]
- Муніципальний купальний басейн Ель-Ріно в Ель-Ріно, штат Оклахома, завершений у 1935 році.
- Plaza del Lago у Вілметті, Іллінойс, завершена в 1928 році Генрі Гейджем [12]
- Державна лікарня Камарілло в Камарілло, штат Каліфорнія, перша черга, завершена в 1936 році державним архітектором Говардом Спенсером Хейзеном, завершення будівництва в 1957 році. Після закриття лікарні в 1997 році територію було переплановано в Каліфорнійський державний університет Нормандських островів (відкритий у 2002 році), причому всі нові будівлі коледжу зберегли архітектуру іспанського колоніального відродження та архітектуру відродження місії, за винятком бібліотеки Джона Спора Брума – єдина будівля в сучасному стилі на кампусі.
- Antiga Estação Transmissora da Rádio Farroupilha[pt] (колишня радіомовна станція Farroupilha), приклад Порту-Алегрі, міста на крайньому півдні Бразилії, відкрита в 1952 році, закрита в 1986 році.

## Дивись також
- Архітектура в стилі Середземноморського Відродження
- Архітектура в стилі Відродження Місії
- Стиль Мар-дель-Плата – еклектична народна архітектура з Аргентини з деякими ознаками іспанської колонії
- Відродження (архітектура)
- Іберо-американська виставка 1929 року — кілька павільйонів, зведених для цієї події, підпадають під стиль
- Категорія: Архітектура іспанського Відродження
- Архітектори іспанського Відродження
- Іспанські архітектори колоніального відродження
- Архітектура іспанського колоніального відродження в Каліфорнії

## Подальше читання
- Говен Александр Бейлі, Мистецтво колоніальної Латинської Америки. Лондон: Phaidon Press, 2005.
- Ньюкомб, Рексфорд, середземноморська домашня архітектура в Сполучених Штатах. Марк Епплтон, вступ. Нью-Йорк: Acanthus Press, 2000.ISBN 978-0-926494-13-8
- Нолан, Девід, Будинки святого Августина. Sarasota, Pineapple Press, 1995.
- Найландер, Джастін А., Від будинків до замків: історична середземноморська архітектура відродження Флориди. Шиффер, 2010.ISBN 978-0-7643-3435-1
- Моклер, Кім. Моріс Фатіо: архітектор Палм-Біч. Нью-Йорк: Acanthus Press, 2010.ISBN 978-0-926494-09-1

## Зовнішні посилання
- Проект колоніальної архітектури з 7000 фотографіями колоніальних будівель, більшість із яких іспанські

Шаблон:Architecture in the United StatesШаблон:Spanish Colonial architecture